# In-N-Out Burger

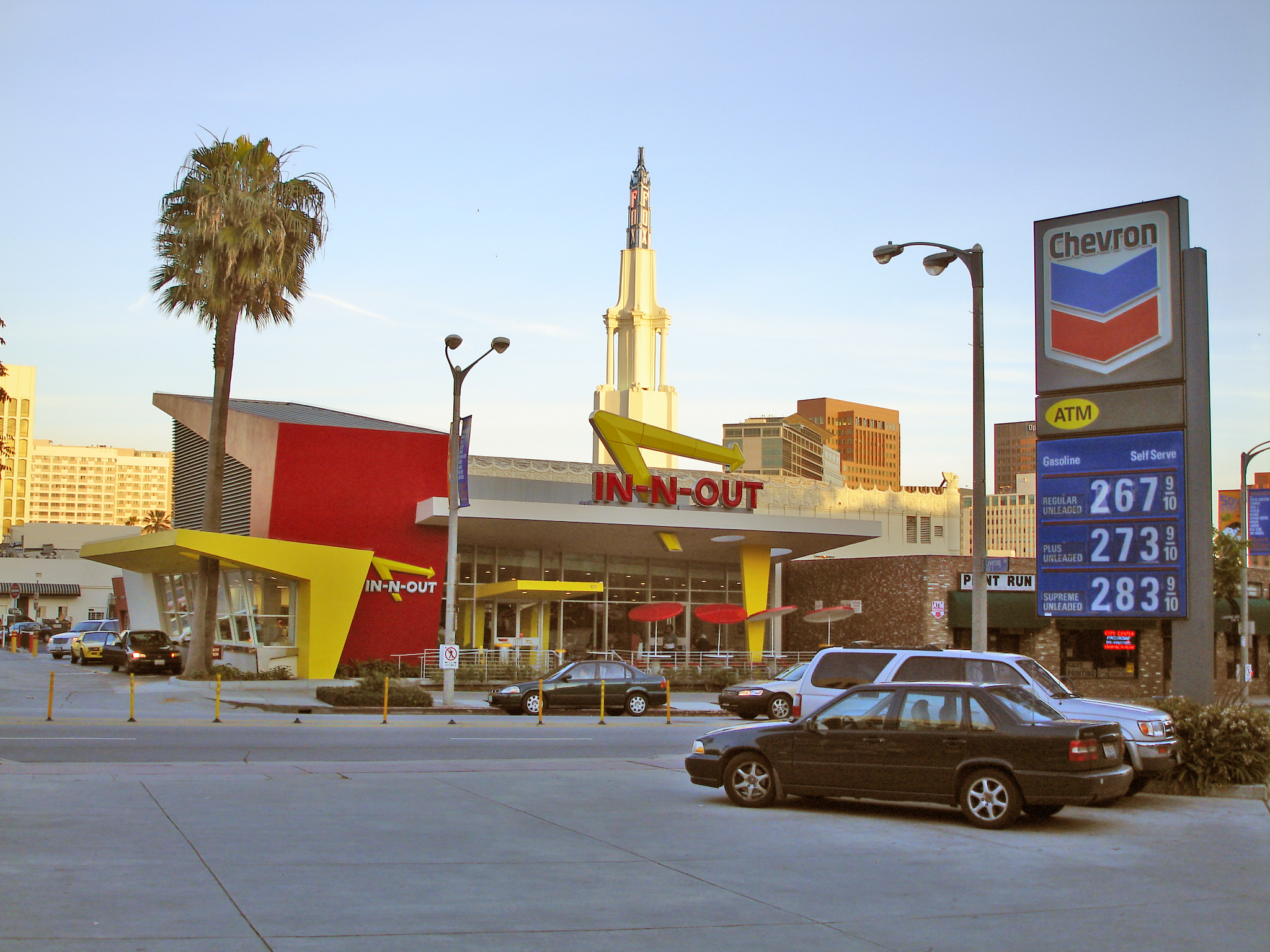
Một tiệm In-N-Out tại Los Angeles

In-N-Out Burger, thường được gọi là In-N-Out, là một dãy nhà hàng thức ăn nhanh chủ yếu bán hamburger tại miền Tây Hoa Kỳ. Được thành lập vào năm 1949 bởi Harry Snyder và vợ ông là Esther, với trụ sở tại Irvine, California, In-N-Out Burger từ đó đã mở nhiều chi nhánh ngoài miền Nam California đến toàn bộ tiểu bang, và đến cả Arizona, Nevada, và miền nam Utah. In-N-Out là một công ty tư nhân và chưa bao giờ bán đặc quyền (franchise). công ty này được nổi tiếng với các chính sách có lợi cho nhân viên. Ví dụ, In-N-Out là một trong ít nhà hàng thức ăn nhanh tại Hoa Kỳ trả tiền lương nhân viên cao hơn đáng kể so với lương tối thiểu theo luật liên bang và tiểu bang; bắt đầu từ $10 mỗi giờ tại California vào đầu năm 2008.
Trong trên 50 năm hoạt động, In-N-Out đã có được một đội ngũ khách hàng trung thành, và đã được đánh giá là một trong những nhà hàng thức ăn nhanh hàng đầu về lĩnh vực làm vừa lòng khách hàng trong một số cuộc thăm dò ý kiến khách hàng.

## Văn hóa

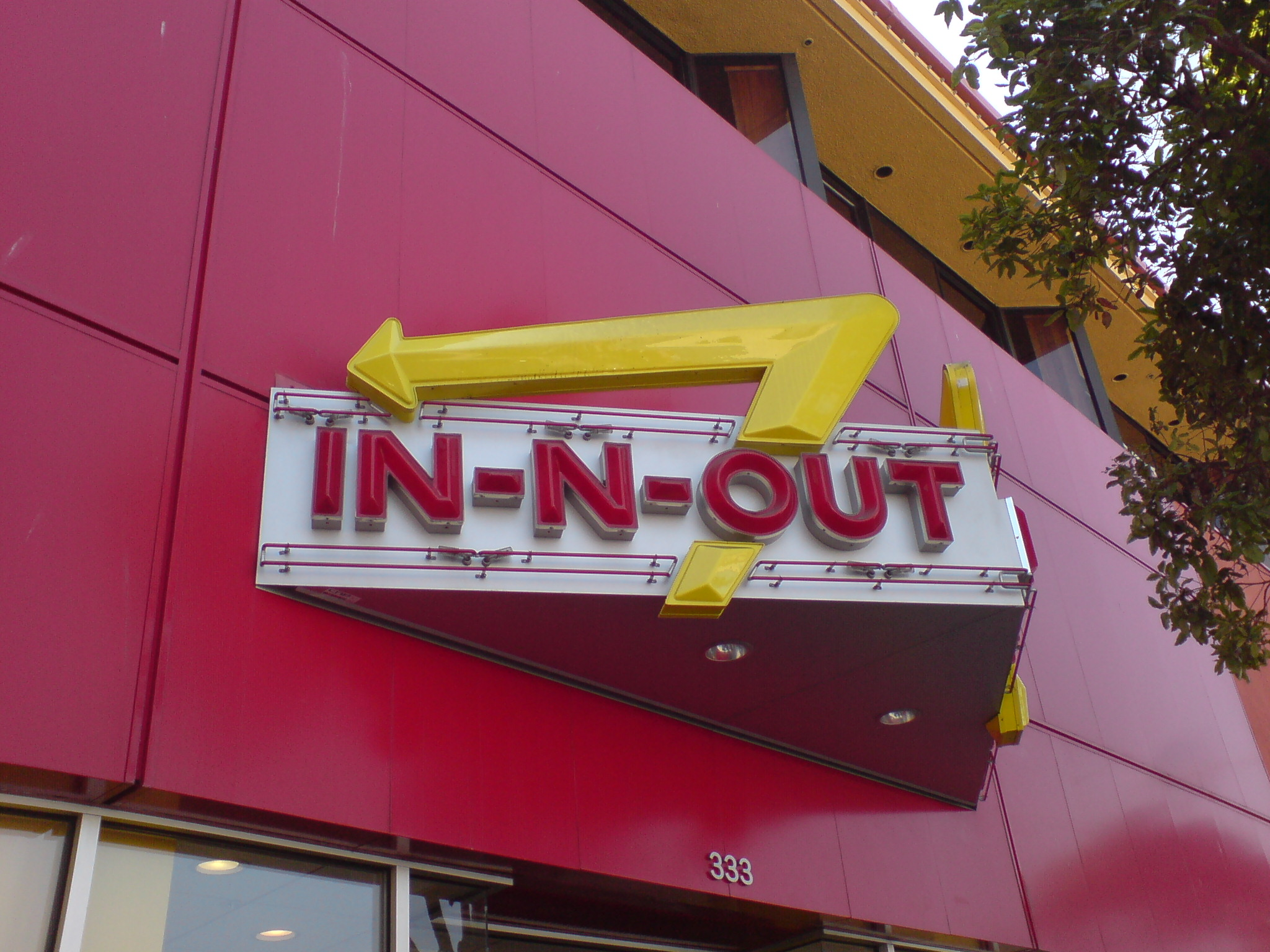
Bảng hiệu In-N-Out Burger tại Fisherman's Wharf ở San Francisco

In-N-Out đã giành được sự ưa thích của khách hàng đến nỗi nhiều người đã ăn mừng khi một chi nhánh được mở ra tại một địa điểm mới, và lễ khánh thành của một tiệm mới thường trở thành một sự kiện. Ví dụ, khi một chi nhánh được khánh thành tại Scottsdale, Arizona, khách hàng phải đợi bốn tiếng đồng hồ để lấy được đồ ăn, và máy bay trực thăng của các hãng thông tấn bay quanh bãi đậu xe.
Hình ảnh của nhà hàng cũng được ưa thích bằng nhiều cách không truyền thống. Ví dụ, In-N-Out vẫn được chấp nhận tại nhiều nơi có nhiều phản đối nhà hàng đoàn thể, như McDonald's. Khi chi nhánh tại Fisherman's Wharf, San Francisco được khách thành, các nhà lãnh đạo kinh doanh trong khu vực nói rằng họ phản đối mọi dãy nhà hàng thức ăn nhanh khác trự In-N-Out vì họ muốn giữ hương vị công ty được gia đình quản lý đã hoạt động vài thập niên trong khu vực. Dãy nhà nhàng cũng có nhiều người hâm mộ nổi tiếng cho nên các bài viết về họ cũng thường nhắc đến nó, và In-N-Out cũng đã xuất hiện trong nhiều phim. Trong phim Swingers, nhân vật do Jon Favreau's đóng, Mikey, được thấy đang mặc một áo thun từ In-N-Out. Cầu thủ bóng chày cho đội New York Yankees, Jason Giambi, thường thăm viếng tiệm In-N-Out Burger trong các lần đấu với đội Oakland A's. Ông nói rằng ông muốn mở một tiệm In-N-Out Burger tại New York, nhưng không thành công.
In-N-Out là một trong rất ít dãy nhà hàng được nhắc đến một cách tích cực trong quyển sách Fast Food Nation. Tác giả khen ngợi In-N-Out vì đã dùng nguyên liệu tự nhiên và tươi, sự sạch sẽ, và việc đối xử tử tế đối với nhân viên.